# Кримська (станція МЦК)
Кримська (рос. Крымская) — пасажирська платформа Московської залізниці, що є зупинним пунктом міського електропоїзда — Московського центрального кільця. Відкрито 10 вересня 2016 року Розташовано між зупинними пунктами МЦК «Верхні Котли» і «Площа Гагаріна». На станції заставлено тактильне покриття.
На схемах транспортної системи Московського центрального кільця позначено як «станція», хоча фактично не є залізничною станцією через відсутність колійного розвитку.